# Mark Wischnitzer
Mark Wischnitzer (geboren 10. Mai 1882 in Rowno, Russisches Kaiserreich; gestorben 15. Oktober 1955 in Tel Aviv, Israel) war ein Historiker des Judentums.

## Leben
Wischnitzer wuchs in Rowno auf und besuchte in der ostgalizischen, zu Österreich-Ungarn gehörenden, Grenzstadt Brody das Gymnasium und erhielt die österreichische (cisleithanische) Staatsangehörigkeit. Von 1902 bis 1906 studierte er an der Universität Wien und der Friedrich-Wilhelms-Universität zu Berlin Geschichtswissenschaft und Geschichte Russlands.
Seit 1908 im Russischen Kaiserreich war er Redakteur der „Russisch-jüdischen Enzyklopädie“ in Sankt Petersburg und Mitarbeiter der Zeitschrift Russkaja Mysl. 1912 heiratete er in St. Petersburg Rachel Bernstein. In St. Petersburg war er von 1914 bis 1916 Herausgeber der jüdischen Zeitschrift Istorija Jewreiskogo Naroda.
Nach der Oktoberrevolution verließ das Ehepaar Russland. Bis 1921 arbeitete Wischnitzer in London als Journalist. Von 1921 bis 1938 leitete er als geschäftsführender Direktor das Büro des Hilfsvereins der deutschen Juden in Berlin. Zusammen mit seiner Frau Rachel Wischnitzer war er Herausgeber der jiddischen Kunst-Zeitschrift Milgroim. 1924 kam der Sohn Leonard zur Welt.
Im Auftrag des Hilfsvereins der deutschen Juden besuchte er jüdische Siedlungen in Litauen, Polen, Ungarn, Rumänien, in der Tschechoslowakei und in der Sowjetunion. In der Zeit des Nationalsozialismus konzentrierte er seine Arbeit zunehmend auf die Auswanderung der deutschen Juden.
1938 emigrierte er selbst zunächst nach Frankreich, wo er für das Joint Distribution Committee tätig war. Nach Kriegsausbruch wurde er 1939 von den Franzosen interniert. 1940 floh er über Spanien, Portugal und die Dominikanische Republik in die Vereinigten Staaten. 1948 wurde er Professor für Soziologie und jüdische Geschichte an der Yeshiva University in New York. Auf Einladung von Ben-Zion Dinur verbrachte er ein Forschungssemester zur jüdisch-russischen Geschichte in Israel. Kurz vor der Rückreise starb er mit 73 Jahren in Tel Aviv.

## Schriften

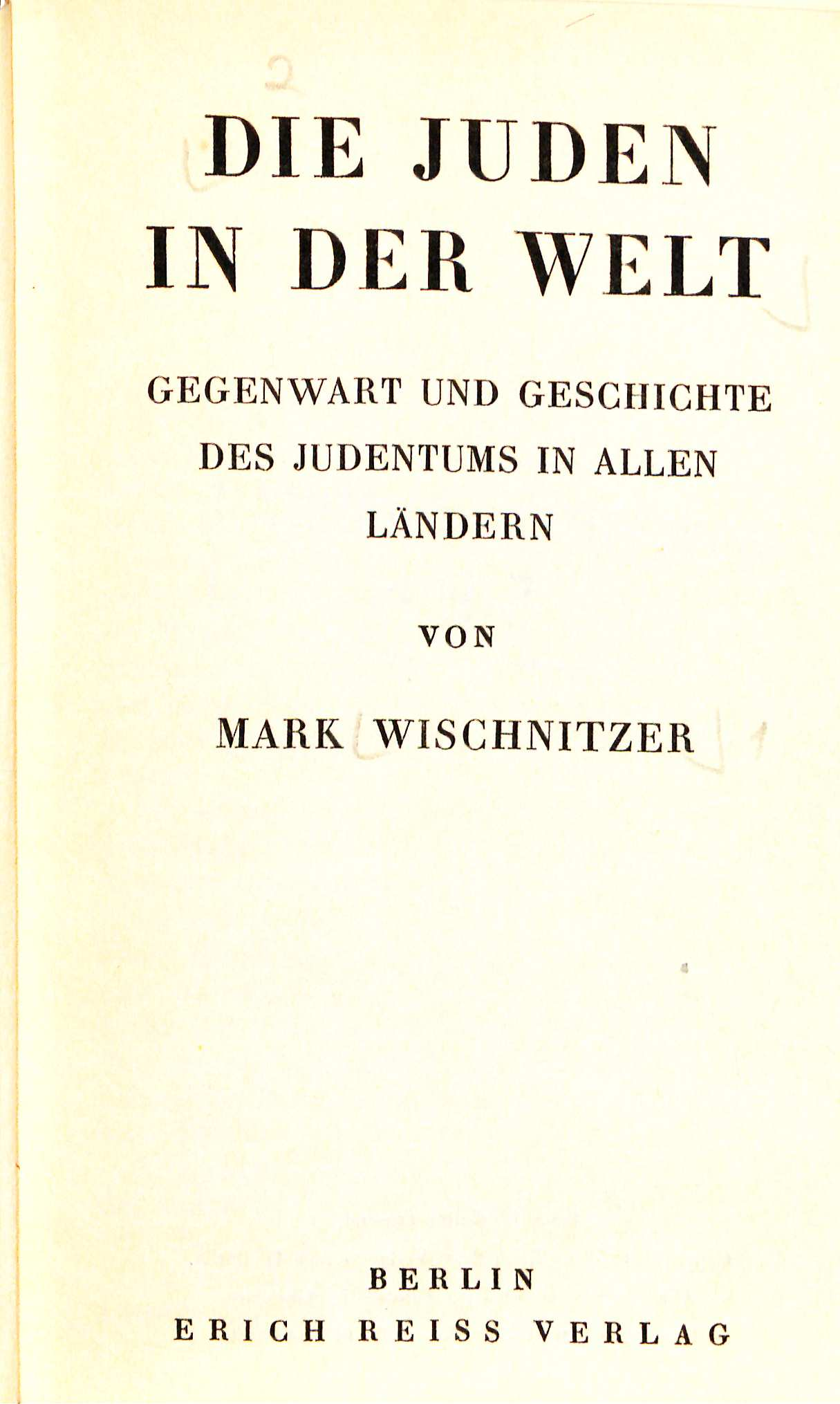
Die Juden in der Welt (1933)

- Visas to freedom : the history of HIAS, Cleveland : World Pub. Co., 1956. Vorwort von Solomon Dingol.
- To dwell in safety : The story of Jewish migration since 1800. Philadelphia : The Jewish Publication Society of America, 1949
- Die Juden in der Welt. Gegenwart und Geschichte des Judentums in allen Ländern, Reiss : Berlin 1935
- Die jüdische Zunftverfassung in Polen und Litauen im 17. und 18. Jahrhundert, Stuttgart : W. Kohlhammer, [ca. 1927]
- Die Universität Göttingen und die Entwicklung der liberalen Ideen in Russland im ersten Viertel des 19. Jahrhunderts, Berlin, Ebering, 1907